# Open de Charlottesville de squash
L'Open de Charlottesville de squash est un tournoi de squash qui se tient à Charlottesville aux États-Unis en mai. Il fait partie du PSA World Tour.

## Palmarès
| Année | Champion          | Finaliste       | Score en finale                 |
| ----- | ----------------- | --------------- | ------------------------------- |
| 2017  | Nicolas Müller    | Greg Lobban     | 6-11, 11-5, 11-7, 11-5,         |
| 2016  | Stephen Coppinger | Ryan Cuskelly   | 8-11, 13-15, 14-12, 11-9, 11-4, |
| 2015  | Stephen Coppinger | Ryan Cuskelly   | 11-8, 8-11, 11-7, 11-3.         |
| 2014  | Alister Walker    | Lucas Serme     | 6-11, 11-3, 16-14, 11-6,        |
| 2013  | Martin Knight     | Charles Sharpes | 10-12, 11-6, 11-7, 8-11, 11-7   |